# Thalassoma amblycephalum
 Thalassoma amblycephalum és una espècie de peix de la família dels làbrids i de l'ordre dels perciformes.

## Morfologia
Els mascles poden assolir els 16 cm de longitud total.

## Distribució geogràfica
Es troba des de Somàlia i Sud-àfrica fins a les Illes Marqueses, les Tuamotu, el sud del Japó i el nord de Nova Zelanda.